# Se repulen
|  |

El aguafuerte Se repulen es un grabado de la serie Los caprichos, del pintor español Francisco de Goya. Está numerado con el número 51 en la serie de 80 estampas. Se publicó en 1799.
En primer plano un ser deforme, con unas grandes tijeras, corta las uñas del pie a otro, que se muestra satisfecho. Tras ellos, un tercer individuo parece protegerlos con sus grandes alas abiertas, pero muy bien podría estar posándose para ser asimismo acicalado.

## Interpretaciones de la estampa
Existen varios manuscritos contemporáneos que explican las láminas de los Caprichos. El que se encuentra en el Museo del Prado se tiene como autógrafo de Goya, pero parece más bien despistar y buscar un significado moralizante que encubra significados más arriesgados para el autor. Otros dos, el que perteneció a Ayala y el que se encuentra en la Biblioteca Nacional, realzan la parte más escabrosa de las láminas.
- Explicación de esta estampa del manuscrito del Museo del Prado: Esto de tener uñas largas es tan perjudicial, que aún en la Brujería está prohibido.[2]

- Manuscrito de Ayala: Los empleados ladrones se disculpan y tapan unos a otros.[2]

- Manuscrito de la Biblioteca Nacional: Los empleados que roban al estado se ayudan y sostienen unos a otros. El Jefe de ellos levanta erguido su cuello y les hace sombra con sus alas monstruosas.[2]